# Вильшук, Василий Михайлович
Василий Михайлович Вильшу́к (р. 1946) — советский и украинский скульптор.

## Биография
Родился 1 января 1946 года в Винограде (ныне Коломыйский район, Ивано-Франковская область, Украина). Окончил в 1975 году Львовский институт прикладного и декоративного искусства, педагогами по специальности были В. Н. Борисенко, Д. П. Крвавич, Э. П. Мисько. С 1975 года работает на Ивано-Франковском художественно-производственном комбинате Художественного фонда РСФСР.

## Творчество
- каменное панно на фасаде Ивано-Франковского театра «Троистые музыки» и многопланового произведения-панно в камне в главном фойе;
- барельеф И. Я. Франко (1980) в Ивано-Франковском музыкально-драматическом театре;
- мемориальная композиция «Тарас Шевченко» (2001)
- мемориальная композиция «Степан Ленкавский» (2001)
- памятник В. М. Черноволу в Ивано-Франковске (2005)

С 1986 года член СХУ.

## Награды и премии
- Государственная премия УССР имени Т. Г. Шевченко (1982) — за использование мотивов народного творчества при создании помещения Ивано-Франковского ОАМДТ имени И. Я. Франко